# 도요하마정 (히로시마현)
도요하마정(일본어: 豊浜町)은 일본 히로시마현 도요타군에 존재했던 정이다. 2005년 3월 20일, 아키군 온도정·가마가리정, 구라하시정, 도요타군 야스우라정·유타카정과 함께 구레시에 편입합병되어 소멸하였다. 

## 역사
- 1889년 4월 1일 - 시정촌제 시행으로 도요타군 도요하마촌이 성립하였다.
- 1969년 11월 3일 - 정으로 승격해 도요하마정이 되었다.
- 2005년 3월 20일 - 아키군 온도정·가마가리정·구라하시정, 도요타군 야스우라정·유타카정과 함께 구레시에 편입합병되어 소멸하였다.

## 교통

### 도로
- 히로시마현도 제354호선
- 히로시마현도 제355호선
- 히로시마현도 제356호선